# 匯率操縱國
匯率操縱國（英語：Currency manipulator，亦可稱為匯率操縱者）是美国政府机构（例如美国财政部）对所谓从事“不公平货币行为”以获得贸易优势的国家的称谓。
其前提是，國家必須有開放的市場和浮動匯率的運作系統。比如美國的財政部，根據對匯率波動的干涉程度來決定一個國家時候是否是匯率的操縱者。而一個國家對匯率波動的操縱，也是財政政策的作法之一。財政政策主要是借助中央銀行的調控來調整國內的利率，調整持有的不動產和外匯儲備和利用政府手段干涉匯率的波動。其影響主要是為了調整資金的流通和協助影響其他的商業政策。短期內，決策者也可能會因為其他原因來干涉貨幣的價值，比如控制通貨膨脹來調整市場的物價，降低國內的失業率和生產力的穩定發展，以此保證在國際市場競爭力以及國內金融市場的穩定 。從長遠來說，匯率的調整可以保證國內總產出的穩定發展由此促進國家經濟發展。
匯率的調整是中央銀行的一種常用財政政策，而成為匯率操縱國這是過多干涉且產生了一種不公平的貿易現象。為了改變市場對未來的期望趨勢或者提供市場流通。中央銀行一般會結合政府的其他政策的輔助來刺激本國對外的貿易投資或者資金的流動。經過匯率的變動或者量化寬鬆的實施，如果本國貨幣貶值，則有利於補貼和提高本國的出口貿易，其補貼可達到30-40%，因此這也是貿易保護主義的體現；如果本國貨幣升值，這有利於提高貨幣的流入和提高本國的貨幣需求，適時，本國的投資或者金融市場也會更加具有吸引力，特別是在利差交易方面的體現會更加明顯。

## 定義來源
匯率操縱國的定義來源是從美國財政部國際事務委員會向國會提交的宏觀經濟和和外匯政策報告書中得出。具體來說，就是美國國會從其他國政府中央銀行的交易行為中認定當中存有匯率的不當操作。根據2015年通過的《貿易便捷及執行法》（TFTEA，PL 114-125）定義：匯率操縱國為貿易順差超過200億美元、經常帳超過GDP佔比2%以上、以及單方面持續干預外匯市場即匯率。
| 標準                                | 基準                                     | 舊標準                   | 新標準                   |
| ----------------------------------- | ---------------------------------------- | ------------------------ | ------------------------ |
| 主要貿易對象的覆蓋                  | 全部的雙向商品運輸（進口加出口）         | 12個主要貿易夥伴         | 四百億美元               |
| （1）雙向貿易有明顯的對美國貿易順差 | 於美國的商品輸出                         | 二百億美元               | 二百億美元               |
| （2）原材料經常帳戶盈餘             | 經常帳戶平衡                             | 3% GDP                   | 2% GDP                   |
| （3）持續性，單方面干涉外匯市場     | 純外匯購買，純外匯購買的穩定性（按月份） | 2% GDP；十二月中占八個月 | 2% GDP；十二月中占六個月 |

1. 和美國貿易上具有明顯的貿易順差且至少達到兩百億美元。這個基準是指定貿易群體在2018年和美國貿易總額的四分之三。而另一個基準則是指定貿易群體和美國的貿易超過0.1%GDP。
2. 原材料的經常帳戶盈餘至少有2%GDP。 這個標準是源於一個經濟群體在2018年全部的經常帳戶佔比超過90%。
3. 持續性，單方面的干涉導致純外匯引導性的重複購買，在12個月裡頭至少有6個月，且購買總額至少是2%GDP超過十二個月。最新的標準表示在任何情況下單方面的購買超過一年的一半時間或者多餘一年的一半時間。觀察最近的二十年，這個量化標準則是重申多個新興市場持久性和不對稱外匯購買的重大事件。

從經濟角度上來看，貿易收支平衡是一個理想且合理的收支平衡達到平衡的一種狀態。但是隨著外匯借貸和儲蓄的增加，這個貿易收支平衡的時限會無限期拖長。由此造成了一個國家長時間的貿易不平衡，而這一偏差會隨著國際自由貿易活動的頻繁而加劇且更為明顯。另一方面，因為美元既是一種貨幣，也是一種儲蓄貨幣，所以會導致各個國家大量的購買和儲蓄，因此貿易的不平衡無法消除。

## 相关名單

### 被列为匯率操縱國觀察名单的经济体
截至2024年11月，被美國財政部列入觀察名单的经济体：中国大陸，日本，韩国，台湾，新加坡，越南，德国。

#### 中华人民共和国（人民幣）
美東時間2019年8月5日，美國正式把中華人民共和國列為匯率操縱國。根據美國通過公共律法100-418裡頭的第3004章節表示，中國大陸目前情況符合匯率操縱國是利用迴避有效的貿易順差來獲得不公平的一種競爭優勢的標準。而通過去年的貿易統計，中國大陸的貿易平衡已經符合了美國財政部對匯率操縱國中的三項標準中的其中兩項標準。
但部分經濟學者認為，美國的決策者和大部分的法律的制定者忽略了兩大問題：中國大陸長期以來都是佔有大份額的貿易順差且本國儲蓄的數額非常高；與此同時相反的，美國持有世界上最大份額的貿易逆差同時本國的儲蓄數額非常的低，甚至在本國貸款數額方面非常龐大。另一方面，從中國大陸和美國的貿易平衡來看，兩國處於一種互補的關係，而這一關係並不完全歸咎於匯率的操控，所以在公平方面還是有所爭議。耶魯大學的經濟學家兼資深研究員斯蒂芬罗奇認為，美國針對中國大陸是匯率操縱國的定義是一種恐有虛名的威嚇，並不能具有真正的威脅，對市場的干涉不能起到一定的作用，除非多國協同美國。
2020年1月13日，美国财政部公布半年度汇率政策报告，取消对中国大陸“汇率操纵国”的认定。有分析稱，美國此時將中國大陸從“匯率操縱國”名單中“除牌”，是為了美中貿易戰第一階段協議的簽署而向中國大陸“示好”之外，同時降低或轉移美國總統川普在美國國內面臨的彈劾案以及2020年1月3日因卡西姆·苏莱曼尼被美軍刺殺而導致的美伊關係惡化的焦点。故不願在美中第一階段貿易協議在簽署之前橫生枝節，因此採取較緩和的措施。

#### （韓圓）
截至2019年5月，韓國的貿易順差已經從2013年200億美元控制到現在的180億美元，故此有望從名單中剔除。報告也同時表示，對於匯率的調控只能是在市場秩序混亂的時候才能干涉。

#### 日本（日元）
2024年6月21日，美国将日本列入外汇操纵观察名单，基于2024年4月和5月日本干预了外汇市场，自2022年10月以来通过卖出美元买入日元来支撑汇率，和2023年日本对美贸易顺差高达624亿美元，美国认为虽然日本外汇操作上是透明的，但希望极其例外的情况经过恰当事先磋商下进行。

#### 臺灣（新台幣）
自2022年6月起，美國將臺灣列入外匯操縱觀察名單，因為臺灣滿足2015年法案的兩項條件：对美貿易順差超過200億美元、經常帳超過GDP佔比2%以上。

## 腳註
1. ↑  U.S. DEPARTMENT OF THE TREASURY OFFICE OF INTERNATIONAL AFFAIRS.  (PDF). 2019-05  [2019-08-07]. （原始内容存档 (PDF)于2019-08-12） （英语）.
2. ↑  U.S. DEPARTMENT OF THE TREASURY. .
3. ↑   (新闻稿). 中央銀行. 2024-11-15.
4. ↑  . news.rthk.hk.   [2019-08-05]. （原始内容存档于2019-08-05） （中文（臺灣））.
5. ↑  Zumbrun, Josh. . WSJ.   [2019-08-08]. （原始内容存档于2019-08-08） （美国英语）.
6. ↑  Kiernan, William Mauldin, Nick Timiraos and Paul. . WSJ.   [2019-08-08]. （原始内容存档于2019-08-05） （美国英语）.
7. ↑  Tan, Huileng. . CNBC. 2019-08-06  [2019-08-08]. （原始内容存档于2019-08-08） （英语）.
8. ↑  聯合新聞網. .   [2020-01-04]. （原始内容存档于2020-01-15） （中文（臺灣））.
9. ↑  Herald, The Korea. . www.koreaherald.com. 2019-05-29  [2019-08-08]. （原始内容存档于2019-08-08） （英语）.
10. ↑  . dw.com.   [2024年6月26日]. （原始内容存档于2024年6月26日） （中文）.
11. ↑   (PDF): 43. November 2024.

## 外部連結
- 【WSJで学ぶ経済英語】第81回 為替操作国（页面存档备份，存于） - WSJ.com
- http://saintjoe.co.kr/bbs/data/academic/SB114549982502130794.pdf（页面存档备份，存于）
- https://www.nytimes.com/2019/08/06/business/economy/china-currency-manipulator.html（页面存档备份，存于）